# Mary Thompson
Mary Thompson (* um 1945, verheiratete Mary Odell) ist eine schottische Badmintonspielerin.

## Karriere
Mary Odell siegte 1967 bei den Welsh International. 1968 gewann sie die North of Scotland Championships und die East of Scotland Championships. 1970 startete sie bei den British Commonwealth Games, 1972 wurde sie nationale Meisterin. 24 Mal stand sie im Nationalteam.

## Sportliche Erfolge
| Saison | Veranstaltung                     | Disziplin   | Platz | Name                  |
| ------ | --------------------------------- | ----------- | ----- | --------------------- |
| 1967   | Welsh International               | Dameneinzel | 1     | Mary Thompson         |
| 1972   | Schottland: Einzelmeisterschaften | Mixed       | 1     | Ian Hume / Mary Odell |